# Jan-Philipp Kalla
Jan-Philipp Kalla (* 6. August 1986 in Hamburg) ist ein ehemaliger deutscher Fußballprofi, der zurzeit noch als Amateur aktiv ist. Seine bevorzugte Position ist die des Innenverteidigers oder auch im defensiven Mittelfeld. Alternativ spielt er gelegentlich als Außenverteidiger.

## Laufbahn
Kalla begann seine Karriere beim SC Concordia von 1907 und beim Hamburger SV. 2003 wechselte er zum FC St. Pauli, wo er zunächst in der U19-Bundesliga und ab 2005 in der 2. Mannschaft zum Einsatz kam. Am 12. Mai 2006 bestritt er sein erstes Spiel mit der ersten Mannschaft des FC St. Pauli, als er beim Regionalligaspiel gegen die zweite Mannschaft des 1. FC Köln eingewechselt wurde. Im Meisterjahr der Hamburger 2006/07 machte Kalla kein einziges Spiel, er kam nur in der Oberliga Nord für die Reserve zum Einsatz. Knapp zwei Jahre nach seinem ersten Spiel, am 6. Mai 2008, kam Kalla zu seinem zweiten Einsatz für den FC St. Pauli, als er in der Zweiten Liga gegen den 1. FC Kaiserslautern über die volle Distanz mitwirkte.
Im Sommer 2020 beendete Jan-Philipp Kalla seine Profikarriere und schloss sich dem Oberligisten SC Victoria Hamburg an.

## Sonstiges
Die Fans des FC St. Pauli geben Kalla den Spitznamen „Fußballgott“ sowie "Schnecke".